# Vikingskipet
Vikingskipet (Vikinška ladja), uradno znana kot olimpijska dvorana Hamar (norveško Hamar olympiahall), je zaprto večnamensko športno in prireditveno prizorišče v Hamarju na Norveškem. Zgrajena je bila kot drsališče za zimske olimpijske igre 1994, od takrat pa je gostila tudi dogodke in turnirje v spidveju na ledu, motociklističnem spidveju, reliju, nogometu, bandiju, hitrostnem dirkanju na ledu, letečem frizbiju in kolesarstvu na stezi. Arena se uporablja tudi za koncerte, sejem in letno računalniško zabavo The Gathering. Je domača arena ekipe Hamar IL bandy. Prizorišče je v lasti občine Hamar, skupaj z olimpijskim amfiteatrom Hamar pa ga upravlja občina Hamar Olympiske Anlegg. Vikingskipet ima kapaciteto za 10.600 gledalcev med športnimi dogodki in 20.000 med koncerti.
Areno sta zasnovala Niels Torp in Biong & Biong, odprli pa so jo 19. decembra 1992. Kompleks je stal 230 milijonov norveških kron (NOK). Lokacija gradnje je bila sporna, saj stoji na Åkerviki, ramsarskem območju. Je norveško nacionalno prizorišče za hitrostno drsanje in bandy ter prireja letne tekme svetovnega pokala v hitrostnem drsanju ISU ter redna svetovna prvenstva. Med drugim je gostila turnirje Svetovnega prvenstva v hitrostnem drsanju v večnamenskih disciplinah, Evropskega prvenstva v hitrostnem drsanju, Svetovnega prvenstva na posameznih razdaljah, Svetovnega prvenstva v hitrostnem drsanju v šprintu, Svetovnega prvenstva UCI v kolesarstvu na stezi, Speedway Grand Prix in Svetovnega prvenstva v reliju.

## Gradnja
Med postopkom kandidature Lillehammerja za zimske olimpijske igre 1992 Mednarodni olimpijski komite ni navedel, da je potrebno pokrito drsališče za hitrostno drsanje. Calgary je med zimskimi olimpijskimi igrami leta 1988 uporabljal notranji olimpijski oval, vendar se je Albertville, ki je bil nagrajen z zimskimi olimpijskimi igrami leta 1992, odločil za zunanji L'anneau de vitesse. V svoji ponudbi so bili dogodki v hitrostnem drsanju načrtovani na Stampesletta, atletskem stadionu na prostem v Lillehammerju. Potem ko so Lillehammerju podelili zimske olimpijske igre leta 1994, se je ISU odločil, da bodo olimpijske igre lahko potekale le na notranjih prizoriščih.
Hamar je bil prej prizorišče mednarodnih dogodkov v hitrostnem drsanju na stadionu Hamar. Mesto je bilo zato izbrano za gostovanje dveh prizorišč drsanja. Decembra 1989 je bilo odločeno, da bo novo prizorišče zgrajeno v Åkerviki, ramsarskem območju 1 kilometer izven središča Hamarja. Dosežen je bil kompromis, s katerim so stadion premaknili 50 metrov s prvotne lokacije, zgradili so dva stolpa za opazovanje ptic in preselili skladišče za drva. Nature in Youth sta še naprej nasprotovala načrtom in trdila, da je lokacija »uničila del enega najpomembnejših rezervatov za ptice na svetu«.
Gradnjo je potrdil norveški parlament aprila 1990. Arhitekti so bili Niels Torp ter Biong in Biong. Ole K. Karlsen je bil izbran za gradnjo stavbe v konkurenci z enajstimi drugimi izvajalci. Pogodba o prezračevanju v vrednosti 18 milijonov NOK je bila prvotno podeljena podjetju Hagen & Haugan 29. maja 1991. Dva dni kasneje je organizacijski komite olimpijskih iger v Lillehammerju podpisal sponzorsko pogodbo z Norsk Viftefabrikk in Elektrisk Bureau, oba del Asea Brown Boveri, ki sta zahtevala popuste v svojih sponzorskih plačilih, ker nista dobila pogodbe. Septembra 1992 je Investa, ki je bila lastnica Oleja K. Karlsena, razglasila stečaj, kar je povzročilo zamude pri gradnji. Ob odprtju je bil Vikingskipet največje pokrito športno prizorišče na svetu in ima dvakrat več gledalcev kot olimpijski Oval. Drsališče je bilo prvič testirano 15. decembra 1992, uradno pa odprto 19. decembra.
Gradnja prizorišča je stala 230 milijonov norveških kron, kar je bilo skoraj v celoti financirano z državnimi nepovratnimi sredstvi. Občina Hamar je prispevala z izgradnjo sosednjega gasilskega doma za 21 milijonov NOK. Z 8 milijoni NOK so prispevala tudi lokalna podjetja. Moelven Industrier in Fireguard sta prispevala v zameno za uporabo prizorišč za trženje velikih lesenih konstrukcij. Za financiranje primanjkljaja pri poslovanju po olimpijskih igrah je občina Hamar prejela kapitalsko podporo v višini 30 milijonov NOK, pri čemer so bile obresti namenjene plačilu za delovanje Vikingskipeta in olimpijskega amfiteatra Hamar. Operativni stroški so bili ocenjeni na 7 milijonov NOK na leto; prizorišče bo prejelo 1 milijon NOK prihodkov od večjih dogodkov, 1 milijon NOK bo prišlo od brezplačnega dela gasilcev in 1 milijon NOK od oglasov. Podobno kot olimpijski amfiteater Hamar ima prizorišče dve uradni imeni, Olimpijska dvorana Hamar in Vikingskipet. Prvega ni mogoče komercialno uporabljati na neolimpijskem dogodku, na primer v trgovskem blagu.

## Objekti
Prizorišče ima tlorisno površino 25.000 kvadratnih metrov in prostornino 400.000 kubičnih metrov. Dvorana sprejme 10.600 gledalcev, od tega 2000 sedišč. Med olimpijskimi igrami je to vključevalo 250 VIP sedežev, 250 novinarskih sedežev in 100 komentatorskih sedežev. Dostop do notranjega obroča je možen preko podvoza. Osvetlitev je zagotovljena pri 1400 luksih, prizorišče pa ima prezračevalni sistem, ki omogoča ogrevanje in hlajenje ter odstranjevanje vlage ter ponovno uporabo in kroženje zraka. Hladilna enota uporablja amonijak in fiziološko raztopino, ki se prenašata po ceveh znotraj betona, kar omogoča temperaturo ledu med –5,5 in –6,5 stopinj Celzija. Toploto iz hladilne enote je mogoče ponovno uporabiti.
Samo drsališče je dolgo 400 metrov, s polmerom obračanja 25,5 metrov. Znotraj poligona za hitrostno drsanje je igrišče za bandy. Prizorišče je bilo zasnovano tako, da omogoča tudi združenje nogometa, kolesarjenja, atletike, curlinga, motošporta in teka na smučeh. Notranjost steze se lahko uporablja tudi za nogometno zvezo z dimenzijami igrišča do 105 x 68 metrov. Lahko deluje tudi kot notranje vadbišče za golf. Ime izhaja iz strehe, ki je videti kot kobilica vikinške ladje. Stavba je vidna z avtoceste E6 in železniške proge Dovre, ki poteka skozi Hamar, in naj bi bila glavna znamenitost Hamarja.